# Frames (Wissensrepräsentation)
Frames (engl. für: Rahmen) sind Konstrukte zur Wissensrepräsentation, die komplementär zur Repräsentation von Wissen mittels Logik (zum Beispiel Prädikatenlogik) sind. Als Erfinder der Frames gilt Marvin Minsky. Man kann sie sich als Objekte ohne Methoden vorstellen, d. h. Frames sind in einer natürlichen und hierarchischen Vererbungsstruktur eingebettet und besitzen Attribute, sogenannte Slots (etwa: Schubfächer). Übergeordnete Frames können dabei ihre aktuellen Slotwerte, die sogenannten Filler, an untergeordnete Frames vererben. Eng verwandt mit den nicht-Logik-basierten Frames sind die semantischen Netze.
Als kognitives Äquivalent zu Frames können beim Menschen Stereotype und Prototypen/Archetypen betrachtet werden. Der Mensch hat zu den meisten Sachverhalten, Ereignissen, Objekten usw. bestimmte Vorstellungen, „wie diese zu sein haben“. So erwarten wir etwa beim Eintritt in eine Telefonzelle eine Bezahlmöglichkeit per Münze oder Telefonkarte vorzufinden. Würde stattdessen lediglich der Einzug von 50-Euro-Scheinen angeboten, so würde dies zu einigem Erstaunen führen. Die Bezahlmöglichkeit kann innerhalb eines Frames als Slot aufgefasst werden, der bestimmte Wertebereiche annehmen kann, die für einen Frame der zu repräsentierenden Art akzeptabel sind. Eine Einwurfmöglichkeit für Münzen würde im gegebenen Beispiel einen Filler darstellen. In der Regel werden Sachverhalte, Ereignisse, Objekte usw. durch eine Vielzahl von Slots repräsentiert.
Die Erkenntnis, dass Typisierungen dieser Art unserem Alltagshandeln und -denken in großem Ausmaß zu Grunde liegen, führte zur Entwicklung der Frames. Sie werden insbesondere im Zusammenhang mit Methoden der Künstlichen Intelligenz eingesetzt.

## Frame-basierte Sprachen und Systeme
Ocelot, Ontolingua, EcoCyc, RiboWeb, Protégé (Ontologie-Editor), OntoBroker, OntoStudio (Ontologie-Editor)

### F-Logic
F-Logic, ein Formalismus, der Schlussfolgern auf Objekt- oder frame-basierten Daten erlaubt, wurde 1989 vorgestellt. F-Logic ist somit als eine Erweiterung von Frames anzusehen.